# Ulica Piastowska we Wrocławiu
Ulica Piastowska (do marca 1939 Piasten Straße, następnie do 1945 Memellandstraße) – jedna z ulic dawnego wrocławskiego Przedmieścia Piaskowego, długości 762 m, łącząca główną oś obecnego placu Grunwaldzkiego z ulicą Gdańską.
Według projektów regulacyjnych z 1896 i z 1905 miała być arterią łączącą Kaiserstraße, obecnie oś placu Grunwaldzkiego, a ściślej znajdującą się na tej osi Scheitniger Stern (tzw. „Gwiazdę Szczytnicką”, na której miejscu dziś jest rondo Ronalda Reagana), poprzez znajdującą się po drugiej stronie Starej Odry wieś (włączoną w 1928 w granice miasta jako osiedle) Wilhelmsruhe (obecnie Zacisze) i przebiegającą tam Wotanstraße (obecnie ul. Mianowskiego) z rejonem Kawallen/Cawallen (obecnie osiedle Kowale). Budowa północnego odcinka ulicy Piastowskiej, od ulicy Gdańskiej do ul. Mianowskiego, wymagałaby zbudowania mostu przez kanał Starej Odry i nie została nigdy zrealizowana.
W przebiegu ulicy zaplanowano dwa skwery: mniejszy z nich znajduje się przy skrzyżowaniu z ul. Sienkiewicza, a większy – noszący dziś nazwę skweru Obrońców Westerplatte – przy skrzyżowaniu z Nowowiejską.
Pierwszy odcinek, do Michaelisstraße (dzisiejszej ulicy Nowowiejskiej), wytyczony został w roku 1900, a w 1912 Piastowską przedłużono do Danzigerstraße (dziś też noszącej adekwatną nazwę ulicy Gdańskiej). Zabudowa ulicy przebiegała etapami do lat 30. XX wieku. Południowy odcinek ulicy (aż do Fürstenstraße, dzisiejszej ul. Grunwaldzkiej) legł w gruzach w 1945 podczas budowy przez Niemców lotniska na osi placu Grunwaldzkiego, ale pozostałe budynki wyszły z oblężenia Festung Breslau w stanie pozwalającym na ich wyremontowanie, dzięki czemu zachowały się do dziś zarówno secesyjne kamienice z jej środkowego odcinka, zbudowane w latach 1901–1905 (np. nr 23 i 25), jak i modernistyczne bloki na odcinku północnym, zrealizowane w latach 1926–1928 (m.in. nr 41–47 wg projektu T. Effenbergera z 1926 r. i nr 56–58 zaprojektowane przez L. Moshamera z 1928 r.).
Południowy odcinek ulicy Piastowskiej (od placu Grunwaldzkiego do ul. Grunwaldzkiej) pozostał po wojnie przez długi czas niezabudowany. Dopiero w 1965 wzniesiono dom studencki „Dwudziestolatka” po wschodniej stronie ulicy (Piastowska 1–13), a w 2007 – centrum handlowo-rozrywkowe Pasaż Grunwaldzki po jej zachodniej stronie.
Pod nr 37 (na rogu, przy skrzyżowaniu z ul. Sienkiewicza) znajduje się kamienica, na parterze której działa lokal gastronomiczny. Przed wojną była tam restauracja nazywana „Złotą Kolumną”, odwiedzana niegdyś przez niemieckiego pisarza Paula Kellera.